# Marian Bekajło
Marian Bolesław Bekajło (ur. 1931, zm. 8 marca 2007) – polski reżyser i scenarzysta.

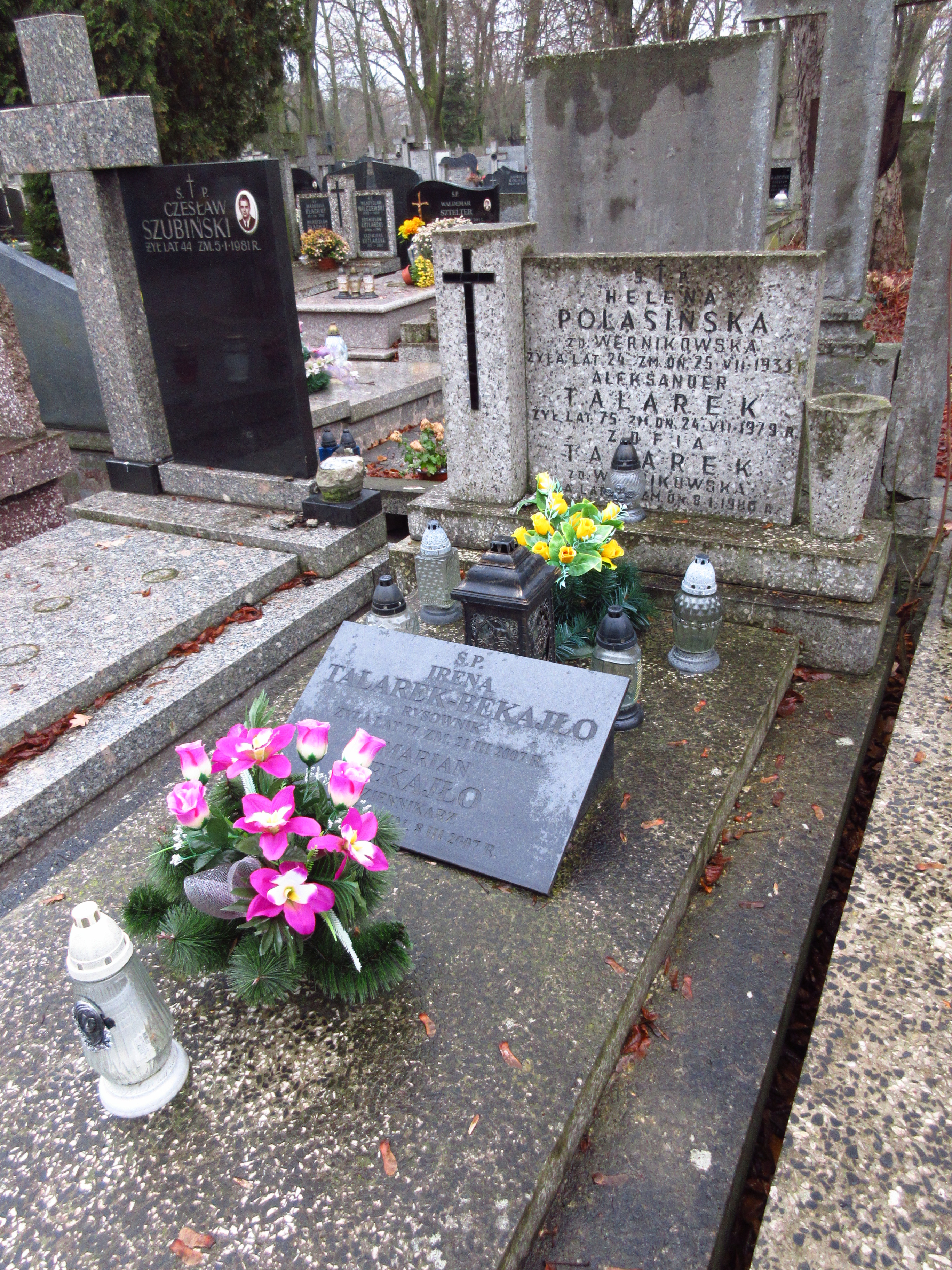
Grób Mariana Bekajły na Cmentarzu Bródnowskim.

Reżyser, reportażysta i sprawozdawca Polskiej Kroniki Filmowej, twórca krótkometrażowych filmów dokumentalnych na zlecenie Programu I Telewizji Polskiej, oraz pracownik programu III Polskiego radia. Był członkiem Polskiego Stowarzyszenia Autorów ZaiKS. Pochowany na cmentarzu Bródnowskim w Warszawie (kwatera 16O-1-6).

## Filmografia
- Gienek (1968)
- W tym samym domu (1973)
- 130 lat Ogrodowej (1984)
- Żona dla rolnika (1987)
- Być we Lwowie 1939-1941 (1992)
- Wielka podróż (1994)
- Kwiatek do kożucha (1997)